# هيلين زغيب

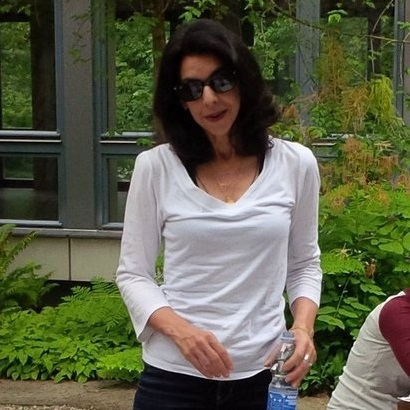
هيلين زغيب

هيلين زغيب (بالإنجليزية: Helen Zughaib)‏ (مواليد 1959) هي مصورة وفنانة وسائط متعددة تعيش وتعمل في واشنطن العاصمة. ولدت هيلين في بيروت ثم انتقلت لدراسة الفنون البصرية والأدائية في جامعة سيراكيوز. تستخدم هيلين الجواش كوسط أساسي في أعمالها، لكنها تخلق إضافات من وسائط مخلوطة أيضاً.

## أعمالها الفنية
تدور أعمال هيلين حول الهوية الثقافية والحياة الأسرية واللاجئين والنزوح في الشرق الأوسط والربيع العربي والحرب الأهلية اللبنانية. يجمع أسلوبها فن البوب مع الزخارف العربية من أنماط هندسية والزخرفة بالأزهار. توجد أعمالها ضمن مجموعات بارزة في العالم كالبيت الأبيض والبنك الدولي ومكتبة الكونغرس. ولها أكثرمن 20 معرضاً فردياً في الولايات المتحدة والشرق الأوسط.